# Wojciechów-Kolonia
Wojciechów-Kolonia – kolonia w Polsce położona w województwie lubelskim, w powiecie kraśnickim, w gminie Szastarka.
W latach 1975–1998 miejscowość administracyjnie należała do województwa tarnobrzeskiego.
Wieś stanowi sołectwo gminy Szastarka. Według Narodowego Spisu Powszechnego (III 2011 r.) wieś liczyła 297 mieszkańców.
Wierni Kościoła rzymskokatolickiego należą do parafii św. Teodora w Wojciechowie.